# Malata d'amore
Malata d'amore (Dr. Holl) è un film drammatico del 1951 diretto da Rolf Hansen. Venne presentato in concorso nella prima edizione del Festival di Berlino.

## Trama
Il ricco industriale Alberti è preoccupato per le gravi condizioni di salute della figlia Angelika. Dopo aver consultato diversi medici senza alcun risultato, ripone le sue speranze nella studentessa di medicina Helga e nel suo fidanzato, il dottor Holl, che inizia a concentrare le sue ricerche sul caso di Angelika. Ignara del fatto che sia fidanzato con Helga, la ragazza si innamora del giovane medico e la stessa Helga si mostra disposta a farsi da parte, convinta che le sue condizioni non consentiranno una lunga relazione. Ma le ricerche di Holl si dimostrano fruttuose e la salute di Angelika mostra un miglioramento rapido quanto inaspettato.

## Locations
Oltre che negli studi cinematografici della Bavaria Film, le riprese vennero effettuate in Italia, in particolare a Roma e a Sorrento.

## Distribuzione
Il film venne distribuito nelle sale della Germania Ovest a partire dal 23 marzo 1951 e nel giugno dello stesso anno venne proiettato al Festival di Berlino.

### Date di uscita
- Germania Ovest (Dr. Holl) - 23 marzo 1951
- Svezia (Du tog min kärlek) - 17 novembre 1951
- Spagna (Dr. Holl) - 11 febbraio 1952
- Finlandia (Sinä otit rakkauteni) - 14 marzo 1952
- Danimarca (Dr. Holl) - 27 maggio 1953
- Regno Unito (Affairs of Dr. Holl) - 13 agosto 1953
- Portogallo (História de Um Grande Amor) - 23 luglio 1954
- USA (Affairs of Dr. Holl) - 24 settembre 1954

## Riconoscimenti
- 1951 - Premio Bambi[3]
  - Migliore attrice nazionale a Maria Schell
  - Miglior attore nazionale a Dieter Borsche
- 1951 - Festival internazionale del cinema di Berlino[4]
  - Premio speciale della città di Berlino - Diploma d'onore a Rolf Hansen